# Liste der Bischöfe von Cahors
Die folgenden Personen waren Bischöfe der Diözese Cahors (Frankreich):
- Hlg. Genulf um 300
- Hlg. Sebast um 300
- Hlg. Floren um 380
- Hlg. Alit um 425
- Hlg. Anatol um 450
- Boeci um 506
- Sustraci um 541
- Maxim um 549
- Hlg. Maurillo 580
- Hlg. Ursicinus (Urcis) um 585
- Eusebi 625
- Hlg. Rusticus 629–636
- Hlg. Desiderius von Cahors (auch Geri oder Dido) 636–655
- Beto um 673
- Hlg. Capua um 700
- Hlg. Ambrosi um 745
- ? um 770
- Agarn um 783
- Aimat um 813
- Angar 813–?
- Esteve I. 852–?
- Guillem um 875
- Guerau I. um 887
- Hlg. Gausbert 892–907
- Amblard um 909
- Bernat I. 945–?
- Frotari I. um 961
- Esteve II. 972–?
- Frotari II. 979–?
- Gausbert II. de Gourdon um 990
- Bernat II. de Castelnau 1005–?
- Deudonat um 1031
- Bernat III. 1042–?
- Folc um 1055
- Bernat IV. um 1068
- Guerau II. um 1077
- Guerau III. de Cardaillac 1083–1112
- Guillem de Calmont 1113–1143
- Guerau IV. Hector 1159–1199
- Guillem III. um 1199
- Bartomeu um 1207
- Guillem IV. de Cardaillac 1208–1235
- Pons d’Antejac 1235–1236
- Guerau V. Barasc 1236–1250
- Bartomeu de Roux 1250–1273
- Ramon de Cornil 1280–1293
- Sicard de Montaigu 1294–1300
- Ramon de Pauchel 1300–1312
- Hug Guerau 1313–1317
- Guillem V. de Labroue	1317–1324
- Bertran de Cardaillac	1324–1367
- Bec de Castelnau 1367–1388
- Francesc de Cardaillac 1388–1404
- Guillem VI. d’Arpajon 1404–1431
- Joan del Puèy 1431–1434
- Joan de Castelnau 1438–1459
- Louis Kardinal d’Albret 1460–1465
- Antoine d’Alamand 1465–1474
- Guiscard d’Aubusson 1474–1476
- Antoine d’Alamand (2. Mal) 1476–1493
- Benet de Joan 1494–1501
- Antoine de Luzech 1501–1510
- Germain de Ganay 1510–1514
- Carles Dominic Kardinal de Caretto 1514
- Alois de Caretto 1514–1524
- Pau de Caretto 1524–1553
- Alexander Kardinal Farnese d. J. 1554–1557
- Pere de Bertrand 1557–1563
- Joan de Balaguer 1567–1576
- Antoine Hebrard de Saint-Sulpice 1577–1600
- Simó Esteve de Popian	1607–1627
- Pere Habert 1627–1636
- Alan de Solminihac 1636–1659
- Nicolau Sevin 1660–1678
- Louis-Antoine de Noailles 1679–1680 (auch Erzbischof von Paris und Bischof von Chalons-sur-Marne)
- Enric Guillem Le Jay 1680–1693
- Enric de Briqueville de la Luzerne 1693–1741
- Bertran Joan Baptista Ramon du Guesclin 1741–1766
- Josep Dominic de Cheylus 1766–1777
- Louis Maria de Nicolai 1777–1791
- Charles-Nicolas de Bécave 1791–1802 (Apostolischer Vikar)
- Jean d’Anglars 1791
- Guillaume-Balthasar Cousin de Grainville (1802–1828)
- Paul Louis Joseph D’Hautpoul (1828–1842)
- Jean-Jacques-David Bardou (1842–1863)
- Joseph-François-Clet Peschoud (1863–1865)
- Pierre-Alfred Grimardias (1865–1896)
- Emile-Christophe Enard (1896–1906) (dann Erzbischof von Auch)
- Victor-Omésime-Quirin Laurans (1906–1911)
- Pierre-Célestin Cézerac (1911–1918) (dann Koadjutorbischof von Albi)
- Joseph-Lucien Giray (1918–1936) (dann Titularbischof von Lycopolis u. Selymbria)
- Jean-Joseph-Aimé Moussaron (1936–1940) (dann Erzbischof von Albi)
- Paul Chevrier (1941–1962)
- André Bréheret (1962–1972)
- Joseph-Marie-Henri Rabine (1973–1986) (dann Erzbischof von Albi)
- Maurice Gaidon (1987–2004)
- Norbert Turini (2004–2014) (dann Bischof von Perpignan-Elne)
- Laurent Camiade (seit 2015)